# 努特角
66°38′S 108°12′E / 66.633°S 108.200°E
努特角（英語：Cape Nutt）是南極洲的海角，位於威爾克斯地，處於文森灣入口處西部，在1840年由美國探險隊繪入地圖，以美國海軍的指揮官命名。